# 주니쿄역
주니쿄역(일본어: 十二橋駅)은 일본 지바현 가토리시에 위치한 동일본 여객철도 가시마 선의 철도역이다. 단선 승강장 1면 1선의 구조를 갖춘 지상역이다.

## 이용 현황
| 승차 인원 추이 | 승차 인원 추이 |
| 연도           | 1일 평균       |
| -------------- | -------------- |
| 1990           | 105            |
| 1991           | 108            |
| 1992           | 109            |
| 1993           | 121            |
| 1994           | 133            |
| 1995           | 135            |
| 1996           | 115            |
| 1997           | 113            |
| 1998           | 115            |
| 1999           | 115            |
| 2000           | 107            |
| 2001           | 95             |
| 2002           | 85             |
| 2003           | 79             |
| 2004           | 75             |
| 2005           | 65             |
| 2006           | 55             |

## 역 주변
- 스이고 사와라 수생 식물원
- 지바 현립 중앙 박물관 오도네 분관

## 역사
- 1970년 8월 20일 : 일본국유철도의 역으로서 개업. 여객 취급만.
- 1987년 4월 1일 : 일본국유철도 분할 민영화에 의해, 동일본 여객철도가 승계.
- 2009년 3월 14일 : 도쿄 근교 구간에 편입되었다. 다만, Suica 구간 외로 한다.

## 인접 역
| 동일본 여객철도 가시마 선   | 동일본 여객철도 가시마 선 | 동일본 여객철도 가시마 선        |
| --------------------------- | ------------------------- | -------------------------------- |
| 가토리 사와라 · 가토리 방면 | ■ 가시마 선               | 이타코 가시마 사커 스타디움 방면 |